# 브리지스톤타이어세일즈코리아
브리지스톤타이어세일즈코리아(일본어: ブリヂストンタイヤセールスコリア, 영어: Bridgestone Tire Sales Korea)는 일본의 타이어 제조 회사이다. 브리지스톤 한국 법인은 서울 강남구에 위치하였다.

## 같이 보기
- 파이어스톤 - 브리지스톤의 자매 브랜드
- 석교상사 - 브리지스톤골프 한국 공식판매처